# Hamerský potok (přítok Přísečnice)
Hamerský potok je drobný vodní tok v Krušných horách v okrese Chomutov. Pramení na severovýchodním okraji Měděnce nedaleko budovy obecního úřadu v nadmořské výšce okolo 835 m n. m. Je dlouhý 3,7 km, plocha jeho povodí měří 5,3 km² a průměrný průtok v ústí je 0,15 m3/s. Správcem toku je státní podnik Povodí Ohře.
Potok teče na sever přibližně podél silnice II/223. Protéká zaniklými vesnicemi Dolina a Kotlina a po necelých čtyřech kilometrech se v nadmořské výšce 735 m n. m. vlévá zprava do Přísečnice.